# Татаупа червонодзьобий
Татаупа червонодзьобий (Crypturellus parvirostris) — вид птахів родини тинамових (Tinamidae).

## Поширення
Вид поширений в Бразилії, Парагваї, Болівії, на сході Перу та північному сходу Аргентини. Мешкає у сухій савані та чагарникових заростях.

## Спосіб життя
Харчується переважно плодами, які збирає на землі та в низьких кущах. Він також харчується дрібними безхребетними, квітковими бруньками, молодим листям, насінням та корінням. Гніздо облаштовує на землі серед густої рослинності. Самці відповідають за інкубацію яєць, які можуть бути від кількох самиць. Також самці доглядають за пташенятами доки вони не стануть самостійними, зазвичай на 2-3 тижні.